# Ability Center
La empresa Ability Center (アビリティーセンター Abiritī Sentā?), es una consultora japonesa de recursos humanos. Su sede central se encuentra en la Ciudad de Niihama de la Prefectura de Ehime. 

## Características
Su área de operaciones se extiendo por las prefecturas de Ehime, Kochi, Kagawa y Tokushima.

## Datos
- Razón social: Ability Center S.A. (アビリティーセンター株式会社 Abiritī Sentā Kabushikigaisha?)
- Fundación: julio de 1986
- Sede central: 〒792-0812 Sakaichō 2-3-17, Ciudad de Niihama, Prefectura de Ehime
- Teléfono: 0897-33-0138
- Directora ejecutiva: Junko Miyoshi (三好潤子 Miyoshi Junko?)
- Cantidad de empleados: 93 (a abril de 2007)